# Liste des œuvres de Niccolò Paganini

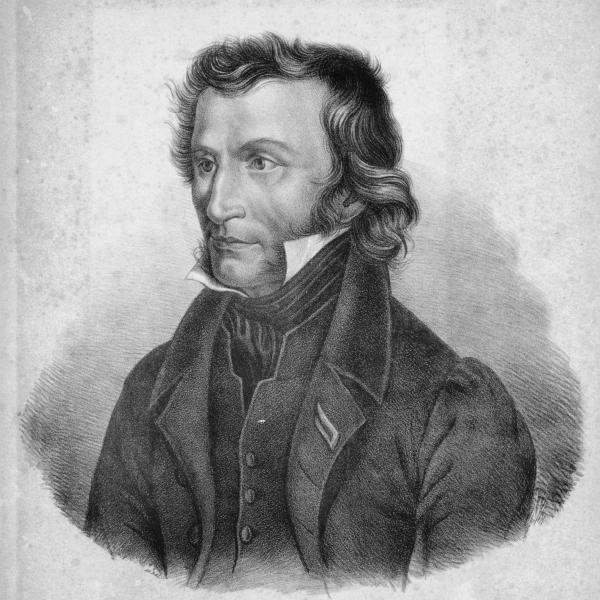

En 1982, la ville de Gênes a commandé, à l'occasion du bicentenaire de la naissance de Paganini, un catalogue thématique des œuvres de Niccolò Paganini. Il a été réalisé par les musicologues Maria Rosa Moretti et Anna Sorento (d'où l'abréviation MS).

## Liste par genre

### Violon solo
- Sonata a violino solo, en do majeur, « Duo Merveille » (MS 6)
- Vingt-quatre Caprices pour violon solo (MS 25, op. 1)
- Nel cor piu non mi sento, Introduction et variations, en sol majeur, sur l'air «  Nel cor piu non mi sento » de l'opéra « La bella molinara » de Giovanni Paisiello (MS 44, 1820-1821)
- Caprice d'Adieu (MS 68)
- Inno patriottico, en la majeur (MS 81)
- Tema variato, en la majeur (MS 82)
- Sonate (MS 83)

### Guitare solo
- 43 Ghiribizzi (MS 43, 1818-1819)
- 22 pièces pour guitare seule (5 Sonatines, Allegretto en la majeur, Sonate en mi majeur, Andantino en sol majeur, Andantino en do majeur, Allegretto en la majeur, Allegretto en la mineur, Valse en do majeur, Rondoncino en mi majeur, valse en mi majeur, Andantino en do majeur, Sinfonia della Lodovisia en ré majeur pour guitare seule, Andantino en sol majeur, Valse en do majeur, Trio en  fa majeur, Andantino en fa majeur, Marcia en la majeur, Sonata en la majeur, pour guitare seule, Marziale (con Trio), en mi majeur) (MS 84-97)
- MS 106, Menueto, en mi majeur, pour mandoline seule

### Violon et guitare
- Carmagnola con variazioni, 14 Variations sur le chant révolutionnaire français « La Carmagnole », pour violon et guitare (MS 1)
- Sonata concertata, en la majeur, pour guitare et violon (1804, op. 64, MS 2)
- Grand sonata, en la majeur, pour guitare avec accompagnement de violon (MS 3)
- 7 Sonates « Lucca », pour violon et guitare (MS 7-13) (dont Entrata d'Adone nella reggia di Venere (MS 8))
- 6 Sonates, pour violon et guitare (MS 26, op. 2)
- 6 Sonates, pour violon et guitare (MS 27, vers 1805, op. 3)
- Cantabile e Valtz, en mi majeur, pour violon et guitare (MS 45, 1823, op. 19)
- Variazioni sul Barucabà, 60 variations sur une mélodie génoise, pour violon et guitare (op. 14, MS 71)
- 6 duos pour violon et guitare (MS 110)
- Duetto amoroso, en do majeur, pour violon et guitare (MS 111)
- 18 Centone di sonate, pour violon et guitare (après 1828, MS 112)
- 12 sonata di Lucca, pour violon et guitare (1806-1809, MS 133-134)

### Autres pièces de musique de chambre (sans guitare)
- Divertimenti Carnevaleschi, pour 2 violons et violoncelle (MS 4)
- Napoléon, sonate avec variations pour quatuor à cordes en mi bémol majeur (existe aussi pour violon et orchestre) (MS 5)
- 4 Nocturnes, pour quatuor à cordes (MS 15)
- 3 quatuors à cordes (MS 20)
- Marie Luisa, sonate avec variations, en mi majeur, pour quatuor à cordes (MS 79)
- 3 Duos concertants, pour violon et violoncelle (MS 107)
- Cantabile en ré majeur, pour violon et piano (op. 17, MS 109)
- In cuor più non mi sento, en la majeur, pour violon avec accompagnement de violon et de violoncelle (MS 117)
- 3 duos concertants, pour violon et basson (MS 130)

### Autres pièces de musique de chambre avec guitare
- 2 Serenatas, pour mandoline et guitare (mi mineur et sol majeur) (MS 14 et 16)
- Serenata, en do majeur, pour alto, violoncelle et guitare (MS 17)
- 15 quatuors pour cordes et guitare (la mineur, do majeur, la majeur, ré majeur, do majeur, ré  mineur, mi majeur, la majeur, ré majeur, fa majeur, si majeur [violon ; alto ; violoncelle ; guitare], la mineur [violon ; alto ; violoncelle ; guitare], fa majeur [violon ; alto ; violoncelle ; guitare], la majeur [violon ; alto ; violoncelle ; guitare], la mineur) (MS 28-42, 1818-1821, op. 4-5)
- Terzetto, en ré majeur, pour violon, violoncelle et guitare (MS 69)
- Terzetto concertante, en ré majeur, pour alto, violoncelle et guitare (MS 114)
- Serenata, en fa majeur, pour 2 violons et guitare (MS 115)
- Terzetto, en la mineur, pour 2 violons et guitare (MS 116)

### Violon et orchestre
- Napoléon, sonate avec variations en mi bémol majeur (existe aussi pour quatuor à cordes) (MS 5)
- Polacca con variazioni, en la majeur (MS 18)
- Le Streghe, variations sur un thème du ballet « Il noce di Benevento » de Franz Xaver Süßmayr, op. 8 (MS 19)
- Concerto no 1 en ré majeur, op. 6 (MS 21)
- Non più mesta, variations sur le rondo « Non più mesta accanto al fuoco » de l'opéra « La Cenerentola » de Gioachino Rossini, en mi bémol majeur, op. 12 (MS 22)
- Sonata a preghiera « Mosè variations » (Mose-Fantasia), variations sur le thème « Dal tuo stellato » de l'opéra « Mosè in Egitto », de Gioachino Rossini, en fa majeur, pour violon et orchestre (MS 23)
- Adagio (MS 49)
- Sonata con variazioni, en mi majeur, sur le thème « Pria ch'io l'impegno » de l'opéra « L'amor marinaro » de Joseph Weigl (MS 47, 1827)
- Concerto no 2 en si mineur, op. 7 (MS 48, 1825-1826)
- Concerto no 3 en mi majeur (MS 50, 1825-1826)
- MS 52, Maestosa Sonata Sentimentale, variations sur l'hymne autrichien « Gott erhalte Franz den Kaiser » de J. Haydn
- MS 56, 1929-1930, op. 9, God Save the King, variations sur l'hymne anglais
- MS 57, Sonata Varsavia, variations sur une mazurka de Józef Elsner
- MS 59, 1929-1930, op. 10, Il Carnevale di Venezia, variations en la majeur, sur le chant napolitain « O mamma, mamma cara » en la majeur
- Concerto no 4 en ré mineur (MS 60)
- Sonata movimento perpetuo (MS 66)
- Moto Perpetuo : Allegro vivace a movimento perpetuo, en do majeur, op. 11 (MS 72, 1830)
- La Primavera, sonate avec variations, en la majeur (MS 73)
- Balletto Campestre, variations sur un thème comique (MS 74)
- Concerto no 6 en mi mineur (MS 75)
- Tarantella en la mineur (MS 76)
- Il Palpiti, variations en la majeur sur le thème « Di tanti palpiti » de l'opéra « Tancredi » de Gioachino Rossini, op. 13 (MS 77, 1819)
- Concerto no 5 en la mineur (MS 78)

### Autres œuvres avec orchestre
- Œuvre pour cor, basson et orchestre (MS 65)
- Le Couvent du Mont Saint Bernard, pour violon, chœur sans paroles et orchestre (MS 67)
- Sonata per la Grand Viola, en do mineur, pour alto et orchestre (1834, MS 70)

### Instrumentation non définie
- Valse (MS 80)

## Liste d'après le catalogue de Maria Rosa Moretti et Anna Sorento
- MS 1, Carmagnola con variazioni, 14 Variations sur le chant révolutionnaire français « La Carmagnole », pour violon et guitare
- MS 2, 1804, op. 64, Sonata concertata, pour guitare et violon en la majeur
- MS 3, Grand sonata, pour guitare avec accompagnement de violon en la majeur
- MS 4, Divertimenti Carnevaleschi, pour 2 violons et violoncelle
- MS 5, Napoléon, sonate avec variations pour quatuor à cordes en mi bémol majeur (aussi pour violon et orchestre)
- MS 6, Sonata a violino solo « Duo Merveille » en do majeur
- MS 7-13, 7 Sonates « Lucca », pour violon et guitare
- MS 8, Entrata d'Adone nella reggia di Venere, pour violon et guitare
- MS 14 et 16, 2 Serenatas, pour mandoline et guitare (mi mineur et sol majeur)
- MS 15, 4 Nocturnes, pour quatuor à cordes
- MS 17, Serenata pour alto, violoncelle et guitare en do majeur
- MS 18, Polacca con variazioni pour violon et orchestre en la majeur
- MS 19, op. 8, Le Streghe, variations sur un thème du ballet « Il noce di Benevento », de Franz Xaver Süßmayr, pour violon et orchestre
- MS 20, 3 quatuors à cordes
- MS 21, op. 6, Concerto no 1 pour violon et orchestre en ré majeur
- MS 22, op. 12, Non più mesta, variations sur le rondo « Non più mesta accanto al fuoco » de l'opéra « La Cenerentola » de Gioachino Rossini, pour violon et orchestre en mi bémol majeur
- MS 23, Sonata a preghiera « Mosè variations » (Mose-Fantasia), variations sur le thème « Dal tuo stellato » de l'opéra « Mosè in Egitto » de Gioachino Rossini, pour violon et orchestre en fa majeur
- MS 25, op. 1, Vingt-quatre Caprices pour violon solo
- MS 26, op. 2, 6 Sonates pour violon et guitare
- MS 27, vers 1805, op. 3, 6 Sonates,pour violon et guitare
- MS 28-42, 1818-1821, op. 4-5, 15 quatuors pour cordes et guitare (la mineur, do majeur, la majeur, ré majeur, do majeur, ré  mineur, mi majeur, la majeur, ré majeur, fa majeur, si majeur [violon ; alto ; violoncelle ; guitare], la mineur [violon ; alto ; violoncelle ; guitare], fa majeur [violon ; alto ; violoncelle ; guitare], la majeur [violon ; alto ; violoncelle ; guitare], la mineur)
- MS 43, 1818-1819, 43 Ghiribizzi, pour guitare seule
- MS 44, 1820-1821, Nel cor piu non mi sento, Introduction et variations, en sol majeur, sur l'air «  Nel cor piu non mi sento » de l'opéra « La bella molinara » de Giovanni Paisiello, pour violon seul
- MS 45, 1823, op. 19, Cantabile e Valtz pour violon et guitare en mi majeur
- MS 47, 1827, Sonata con variazioni sur le thème « Pria ch'io l'impegno » de l'opéra « L'amor marinaro » de Joseph Weigl pour violon et orchestre, en mi majeur
- MS 48, 1825-1826, op. 7, Concerto no 2 pour violon et orchestre en si mineur
- MS 49, Adagio, pour violon et orchestre
- MS 50, 1825-1826, Concerto no 3 pour violon et orchestre en mi majeur
- MS 52, Maestosa Sonata Sentimentale, variations sur l'hymne autrichien « « Gott erhalte Franz den Kaiser » de J. Haydn, pour violon et orchestre
- MS 56, 1929-1930, op. 9, God Save the King, variations sur l'hymne anglais, pour violon et orchestre
- MS 57, Sonata Varsavia, variations sur une mazurka de Józef Elsner, pour violon et orchestre
- MS 59, 1929-1930, op. 10, Il Carnevale di Venezia, variations en la majeur, sur le chant napolitain « O mamma, mamma cara » en la majeur, pour violon et orchestre
- MS 60, Concerto no 4 pour violon et orchestre en ré mineur
- MS 65, Œuvre pour cor, basson et orchestre
- MS 66, Sonata movimento perpetuo, pour violon et orchestre
- MS 67, Le Couvent du Mont Saint Bernard, pour violon, chœur sans paroles et orchestre
- MS 68, Caprice d'Adieu, pour violon seul
- MS 69, Terzetto, en ré majeur, pour violon, violoncelle et guitare
- MS 70, 1834, Sonata per la Grand Viola pour alto et orchestre en do mineur
- MS 71, op. 14, Variazioni sul Barucabà, 60 variations sur une mélodie génoise, pour violon et guitare
- MS 72, 1830, op. 11, Moto Perpetuo : Allegro vivace a movimento perpetuo pour violon et orchestre en do majeur
- MS 73, La Primavera, sonate avec variations pour violon et orchestre en la majeur
- MS 74, Balletto Campestre, variations sur un thème comique pour violon et orchestre
- MS 75, Concerto no 6 pour violon et orchestre en mi mineur
- MS 76, Tarantella pour violon et orchestre en la mineur
- MS 77, 1819, op. 13, Il Palpiti, variations sur le thème « Di tanti palpiti » de l'opéra « Tancredi » de Gioachino Rossini pour violon et orchestre, en la majeur
- MS 78, Concerto no 5 pour violon et orchestre en la mineur
- MS 79, Marie Luisa, sonate avec variations pour quatuor à cordes en mi majeur
- MS 80, Valse
- MS 81, Inno patriottico pour violon seul en la majeur
- MS 82, Tema variato, pour violon seul en la majeur
- MS 83, Sonate pour violon seul
- MS 84-97, 22 pièces pour guitare seule (5 Sonatines, Allegretto en la majeur, Sonate en mi majeur, Andantino en sol majeur, Andantino en do majeur, Allegretto en la majeur, Allegretto en la mineur, Valse en do majeur, Rondoncino en mi majeur, valse en mi majeur, Andantino en do majeur, Sinfonia della Lodovisia en ré majeur pour guitare seule, Andantino en sol majeur, Valse en do majeur, Trio en fa majeur, Andantino en fa majeur, Marcia en la majeur, Sonata en la majeur, pour guitare seule, Marziale (con Trio), en mi majeur)
- MS 106, Menueto pour mandoline seule en mi majeur
- MS 107, 3 Duos concertants, pour violon et violoncelle
- MS 109, op. 17, Cantabile pour violon et piano en ré majeur
- MS 110, 6 duos pour violon et guitare
- MS 111, Duetto amoroso pour violon et guitare en do majeur
- MS 112, après 1828, 18 Centone di sonate, pour violon et guitare
- MS 114, Terzetto concertante pour alto, violoncelle et guitare en ré majeur
- MS 115, Serenata pour 2 violons et guitare en fa majeur
- MS 116, Terzetto pour 2 violons et guitare en la mineur
- MS 117, In cuor più non mi sento pour violon avec accompagnement de violon et de violoncelle, en la majeur
- MS 130, 3 duos concertants pour violon et basson
- MS 133-134, 1806-1809, 12 sonata di Lucca pour violon et guitare